# 神谷百子
神谷 百子（かみや ももこ、1965年2月15日 - ）は、日本のマリンバ奏者。

## 来歴・人物
国際政治学者の神谷不二と法学者の神谷笑子（えみこ）の娘として奈良県に生まれる。兄は国際政治学者の神谷万丈、伯母は宇宙物理学者の神谷美子。幼稚園時代、横浜市に転居。
慶應義塾幼稚舎在学中、7歳からマリンバを菅原淳に師事。慶應義塾中等部在学中に父の仕事の関係で渡米し、1年半を米国で過ごす。帰国後、慶應義塾女子高等学校を経て東京藝術大学器楽科に、マリンバ受験者として開学以来初合格した後、ジュリアード音楽院に留学。故エルデン・ベイリーに師事。同校を卒業。在学中に名誉奨学生としてナウムバーグ賞やソウル・グッドマン賞などを受賞。日本に帰国後、交通事故で左手に重傷を負う。恢復後、1990年、サントリーホールでデビュー。1995年、第3回ルクセンブルク国際打楽器コンクール・ソロ・マリンバ部門優勝。以後国内外で幅広く活動。2005年度川崎市アゼリア輝賞受賞。
これまでに19か国で公演。2004年、アメリカで開催された世界最大の打楽器フェスティヴァル・PASICに於いて、メインゲストの1人としてリサイタルを開催し、1500人以上の聴衆からスタンディング・オベーションを受ける大成功をおさめた。2008年には、カーネギーホール・ザンケルホールでの演奏が高く評価された。演奏活動の他、ポーランドマリンバコンクール、ベルギー国際マリンバコンクール、チアパスマリンバコンクール、パリ国際マリンバコンクール、ルクセンブルク国際打楽器コンクール、リンツ国際マリンバコンクール、ザルツブルク国際マリンバコンクール、TROMP国際打楽器コンクール、フェルモ国際マリンバコンクール、日本管打楽器コンクール、KOBE国際音楽コンクールをはじめ、国内外のコンクール審査員、また、ザルツブルク夏期国際音楽アカデミーをはじめ、国内外の多数の音楽セミナーで講師を歴任。読響、名フィル、親日フィル、東京都響、ルクセンブルク放送響、北京交響楽団、リトアニア室内管弦楽団、ブカレスト放送響、国立台湾交響楽団、国立タイ交響楽団他とコンチェルトを協演。また、久石譲の全国コンサートツアーに過去4回出演。
2000年度NHK-FM「おしゃべりクラシック」パーソナリティー。ユニバーサルミュージック（フィリップス）から、「マリンバ・カクテル」（ステレオ誌年間最優秀録音賞受賞）、「アラベスク」「マリンバ・ジャパネスク」「エイジアン・シーン」「マリンバ・ヴィルトゥオーソ」の5枚のソロCDをリリース他、国内外での録音多数。最新ＣＤは「Pieces of Peace 」（Classic Concert レーベル2011年リリース）。
洗足学園音楽大学教授、東京音楽大学、エリザベト音楽大学客員教授、国立音楽大学講師。多数のヨーロッパ、アジア、北米、南米の音楽大学からもマスタークラス講師に招かれている。
KAJIMOTO所属。YAMAHA、Resta Percussions アーティスト。